# Langur del mont Popa
El langur del mont Popa (Trachypithecus popa) és una espècie de primat de la família dels cercopitècids. És endèmic de Myanmar, on viu entre els rius Irauadi i Salween. Té el dors marró fosc o marró grisenc, el ventre gris o blanquinós i les mans i els peus de color negre. Té una llargada de cap a gropa de 498-600 cm, la cua de 720-858 cm i un pes de 7-8,2 kg. Com que fou descobert fa poc, encara no se n'ha avaluat l'estat de conservació, tot i que els seus descriptors recomanaren que es classifiqués com a espècie en perill crític.